# Ingrid García-Jonsson
Ingrid García Jonsson (Bureå, Skellefteå; 6 de septiembre de 1989) es una actriz hispano-sueca, nominada al Goya a mejor actriz revelación por Hermosa juventud (2014).
Tras saltar a la fama por esta película, protagonizó películas independientes y comerciales como Ana de día (2019), Explota, explota (2020) o Veneciafrenia (2021), y desempeñó papeles secundarios en Toro (2016) o Un amor (2023). En el medio televisivo ha protagonizado la serie Instinto (2019) y participado de forma recurrente en programas como La resistencia.

## Biografía
Nacida en Skellefteå (Suecia), hija de madre sueca y padre cordobés, creció y se crio en Sevilla, sin perder el contacto con sus raíces maternas, lo que la convirtió en trilingüe (habla castellano, sueco e inglés). En su juventud comenzó a hacer pequeños trabajos en televisión y a formarse en interpretación, danza y producción artística. Moviéndose entre Sevilla, Madrid y Argentina y compaginándolo con trabajos en hostelería como camarera, empezó la carrera de arquitectura y abandonó en el cuarto curso para dedicarse plenamente a la interpretación.

## Carrera profesional
Logró su primer gran papel en el largometraje Hermosa juventud, convenciendo al público y crítica en el Festival de Cine de Cannes. Comenzó a recibir numerosas nominaciones y premios, consiguiendo una estabilidad que le permitió dejar de recurrir a la hostelería y abandonó sus estudios universitarios. Por su trabajo, fue nominada como mejor actriz en los Premios Feroz, Premios Forqué, Premios Gaudí y Premios Goya.
En el largometraje Noche y día hizo de doble de luces de Cameron Díaz en algunas escenas. En septiembre del 2020 publicó, junto a otros invitados del programa La resistencia, un libro de poemas titulado «La Resistencia: poesía en serio», el cual es una antología de 59 poemas escritos junto a David Broncano, Javier Cámara, Antonio Resines, Elvira Sastre o Sara Socas, entre otros y cuyos beneficios derechos de autor estarán destinados a la fundación Antonio Gala.
En 2019 protagonizó la serie de Movistar+ Instinto, junto a Mario Casas, Silvia Alonso y Óscar Casas. Un año después, protagonizó la película musical Explota Explota y participó en el largometraje El arte de volver. Ese mismo año, rodó el largometraje de Álex de la Iglesia Veneciafrenia junto a Silvia Alonso, estrenada en noviembre de 2021. En junio de 2021 comenzó el rodaje de Camera Café: la película, la cual está basada en una exitosa serie española. En septiembre del mismo año, comenzó el rodaje de la película de María Ripoll Nosotros no nos vamos a matar con pistolas, que trata sobre la amistad de un grupo de personas de treintañeros asentados en la comunidad de Valencia. El 20 de septiembre se dio a conocer que sería la protagonista de la película de corte fantástico Una ballena dirigido por Pablo Hernando.
En 2021, presentó junto a su hermana Greta García Jonsson la gala inaugural del Festival de Cine Europeo de Sevilla. En 2022 dirigió el documental "Nómadas". Que trata sobre la forma de vivir de los jóvenes que no se anclan a un trabajo estándar. Para su promoción participó en distintos programas, entre ellos Club113, presentado por Goorgo, Nil Ojeda y Weelyb.

## Filmografía

### Cine
| Año  | Título                                 | Personaje       | Director                                   |
| ---- | -------------------------------------- | --------------- | ------------------------------------------ |
| 2011 | Okupados                               | Adela           | Eduardo Sainz de Vicuña y Fernando Herrero |
| 2013 | Investigación policial                 | Natalia         | Daniel Aguirre                             |
| 2014 | Todos tus secretos                     | Irene           | Manuel Bartual                             |
| 2014 | Hermosa juventud                       | Natalia         | Jaime Rosales                              |
| 2014 | Eryka's Eyes                           | Eryka           | Bruno Lazaro                               |
| 2015 | Sweet Home                             | Alicia          | Rafa Martínez                              |
| 2015 | Berserker                              | Mireia          | Pablo Hernando                             |
| 2016 | Embarazados                            | Chica Fiesta    | Juana Macías                               |
| 2016 | Gernika                                | Marta           | Koldo Serra                                |
| 2016 | Acantilado                             | Cordelia        | Helena Taberna                             |
| 2016 | Toro                                   | Estrella        | Kike Maíllo                                |
| 2017 | Zona hostil                            | Cabo Sánchez    | Adolfo Martínez Pérez                      |
| 2017 | Europa II                              | Cliente         | Imanol Ruiz de Lara                        |
| 2018 | Ana de día                             | Ana / Nina      | Andrea Jaurrieta                           |
| 2018 | En las estrellas                       | Laura           | Zoe Berriatúa                              |
| 2018 | Nacho no Conduce                       | Clara           | Alejandro Marin                            |
| 2019 | Love Me Not                            | Salomé          | Lluís Miñarro                              |
| 2019 | Taxi a Gibraltar                       | Sandra Sánchez  | Alejo Flah                                 |
| 2019 | Yo, mi mujer y mi mujer muerta         | Amalia          | Santi Amodeo                               |
| 2019 | La pequeña Suiza                       | Nathalie        | Kepa Sojo                                  |
| 2019 | Salir del ropero                       | Eva             | Ángeles Reiné                              |
| 2020 | El arte de volver                      | Ana             | Pedro Collantes                            |
| 2020 | Explota Explota                        | María           | Nacho Álvarez                              |
| 2020 | El ruido solar                         | Mujer           | Pablo Hernando                             |
| 2022 | Veneciafrenia                          | Isa             | Álex de la Iglesia                         |
| 2022 | Camera Café: la película               | Deborah Quesada | Ernesto Sevilla                            |
| 2022 | Nosotros no nos mataremos con pistolas | Blanca          | María Ripoll                               |
| 2022 | Golpe maestro                          | Natalia         | César Montegrifo                           |
| 2022 | Desguace                               | Laura           | David Orea                                 |
| 2023 | Siete reyes deben morir                | Brand           | Edwardd Balgazette                         |
| 2023 | Un amor                                | Lara            | Isabel Coixet                              |
| 2024 | Una ballena                            | Ingrid          | Pablo Hernando                             |

Como directora:
- Corto documental "Nómadas" (2022).

### Televisión
| Año       | Título                 | Personaje   | Canal     | Notas        |
| --------- | ---------------------- | ----------- | --------- | ------------ |
| 2013      | Con pelos en la lengua | Sara        | Telecinco | 9 episodios  |
| 2013      | Tierra de lobos        | Pepi        | Telecinco | 1 episodio   |
| 2014      | Aliados                | Bianca Rock | Telefe    | 17 episodios |
| 2017      | Apaches                | Miranda     | Antena 3  | 12 episodios |
| 2018      | Limbo                  | Lidia Ronco | Playz     | 9 episodios  |
| 2019      | Instinto               | Carol Majó  | Movistar+ | 8 episodios  |
| 2019      | Capítulo 0             | Patricia    | Flooxer   | 1 episodio   |
| 2020-2021 | Biotopía               | Elena       | Podcast   | 18 episodios |
| 2023      | Un cuento perfecto     | Candela     | Netflix   | 5 episodios  |
| 2025      | Superestar             | Tamara      | Netflix   | 6 episodios  |

## Libros
- Autores, Varios (septiembre de 2020). La Resistencia: poesía en serie. Harper Collins.[21]

## Premios y nominaciones
Premios Goya
| Año  | Categoría               | Película         | Resultado |
| ---- | ----------------------- | ---------------- | --------- |
| 2014 | Mejor actriz revelación | Hermosa juventud | Nominada  |

Medallas del Círculo de Escritores Cinematográficos
| Año  | Categoría         | Película         | Resultado |
| ---- | ----------------- | ---------------- | --------- |
| 2014 | Actriz revelación | Hermosa juventud | Nominada  |

Premios Cinematográficos José María Forqué
| Año  | Categoría                     | Película         | Resultado |
| ---- | ----------------------------- | ---------------- | --------- |
| 2014 | Mejor interpretación femenina | Hermosa juventud | Nominada  |

Premios Feroz
| Año  | Categoría                       | Película         | Resultado |
| ---- | ------------------------------- | ---------------- | --------- |
| 2014 | Mejor mejor actriz protagonista | Hermosa juventud | Nominada  |

Premios Gaudí
| Año  | Categoría                       | Película         | Resultado |
| ---- | ------------------------------- | ---------------- | --------- |
| 2014 | Mejor mejor actriz protagonista | Hermosa juventud | Nominada  |

Otros premios y nominaciones
- 2014 Premio ASFAAN (Certamen Audiovisual de Cabra).
- 2014 Mejor actriz, Festival de cine de Lisboa y Estoril.
- 2014 Mejor actriz, Festival de cine español de Marsella.
- 2014 Mejor actriz, Festival Cinespaña de Toulouse.
- 2014 Mejor interpretación femenina, Premios ASECAN.
- 2015 Mejor actriz revelación, Premios Turia.
- 2015 Mejor actriz, Premios Sant Jordi.
- 2016 "Un futuro de cine”, Cinema Jove, Festival internacional de cine de Valencia.
- 2017 Actriz del siglo XXI, Festival internacional Medina del Campo.
- 2017 Rostro más bello del cine, revista Glamour.